# 龍繩曾
龙绳曾，生于1915年11月18日，龙云三子。

## 生平
龙绳曾出生在老家云南昭通炎山松乐村，其母是龙云元配，彝族阿殳夫人。同母兄长龙绳武，即是龙云长子。绳曾自幼在姑妈龙登凤（龙姑太）管教下，同大哥及二哥龙绳祖一起接受私孰教育。以后绳曾被送到省城昆明，受大哥龙绳武和二哥龙绳祖的影响，龙绳曾年轻时也有过一个“军人梦”。在父亲龙云的推荐下，龙绳曾于1928年8月考入第13路军军官团步兵科学习（学历比叙云南陆军讲武学校第十九期）。
1929年3月，龙绳曾在经过半年的军官速成教育后学成毕业，他先后被龙云任命为第10路军中尉副官、上尉参谋。在此期间，龙绳曾于1931年入赘巧家小河拖车阿朵土司禄廷英的养女，并起名禄勋霖，成为土司的继承人。
在部队经过六年的历练后，龙绳曾被龙云下放到野战部队，任滇黔绥靖公署机关枪团少校团附。1937年7月抗日战争全面爆发，龙云为响应抗战，一方面抽调滇军精锐开赴抗日前线，一方面在云南编练新军。龙绳曾在此时被任命为新编补充第1大队第2区队少校区队长。这个职务相当于营长，对于从来没有担任过队职的龙绳曾来说，这是一次难得的历练，但心思活络且已志不在行伍的龙绳曾却无意继续戎马，对这一职务可说是到职不到岗。
1938年5月，新编补充第1大队编入野战部队，改换番号为暂编第2师步兵第12旅第19团（6月改称新编第11师步兵第1旅第2团），龙绳曾被任命为该团少校团附。武汉会战爆发后，龙绳曾曾随部开赴前线，但未及参战便以接收新兵为名留驻贵阳，继又以生病为由返回昆明，以“龙三公子”之名，挂着中校团附的名义搞起了运输生意。1939年2月，龙绳曾被任命为第58军野战补充团上校团长，但他带着新兵抵达江西报道后，又重新回到后方，以滇黔绥靖公署上校附员的名义在昆明、昭通“养病”经商，因广泛的人际关系和社交结触能力，他被云南各界人士推举为云南司机联合会董事长，这有效地保障了在父亲龙云治下，发动数十万云南父老民工修筑的滇缅公路，可以在匪盗的眼皮下畅通无阻，让运载国际外援的抗日物资车队，顺利地通行在这条中国与国际的唯一陆地运输线。可以说他“董事长”的名义起到了关键作用。
他酷爱京剧，而且录制唱片，并经常登台票戏，有机会时还求教于京剧大师马连良和奚啸伯。他在昆明组织了“云社”票友社团，他还有自己的艺名“凌霄馆主”。父亲龙云喜欢滇剧和京剧，而最喜欢的是常香玉的河南梆子。他从收音机里常听到“凌霄馆主”的唱片录音，觉得一个票友能唱出这样的水平是十分不易的，他还打算见识一下这个票友的演技如何。家里的人都没有告诉“凌霄馆主”是谁。因为龙云的传统老思想，认为登台抛头露面的表演是有失身份和体面的非高雅举动。一天龙云轻车简从径直来到戏院，凌霄馆主正在表演他的拿手好戏《乌盆记》。待龙云坐定一看，就认出是三儿子，他即刻离座回家，并叫侍从室主任马上把儿子禁闭，说这是执行家法，龙绳曾被禁闭在五华山省政府的休息室。
直至抗战胜利的1945年10月，龙云被蒋介石强迫解除兵权，并前往南京就任军事参议院院长，失势的龙绳曾也随之前往南京闲居。1947年11月，龙绳曾随二哥一同被陈诚与俞济时保送到陆军大学将官班乙级第四期深造，但龙绳曾无意学习军事，以其土司身份寻机返回巧家。1948年11月，当龙云从南京脱险抵达香港后，时任国防部少将部员（派云南省保安司令部服务）的龙绳曾在巧家联络滇川康黔边区的彝族势力，组建西南人民革命军尹武纵队，自任司令，打起了“反蒋旗号”。1949年11月16日，经中共云南省工委和民主同盟派代表联络争取，龙绳曾宣布起义。
1950年4月，龙绳曾被任命为昭通警备区第二副司令员兼警备总队（原尹武纵队改编）总队长、昭通剿匪委员会委员。据时任昭通警备区政委薛韬报告，龙绳曾接受职务后，所部却抗拒解放军对其的改编，他“将所属三个团布置在巧家、凉山各据点，指使所部多次袭击区乡人民政权和征粮工作队，进而又在昭通秘密策划武装暴乱”。
中共《黨史文匯》一文稱，龍繩曾回雲南後擴充了私人武裝，襲擊劫持解放軍後勤補給，並消滅了中共一個排護送人員。中共派人談判劝降無效，其後龍又殺死談判代表，與解放軍發生槍戰後身亡。同文認為台灣江南先生講的龍繩曾一家人被打死的說法並沒有證據。
1950年六月，云南军区所属昭通地方部队在一个深夜中，将龙绳曾及其全家（除了一个名龙保福的儿子在昆明外），击毙在昭通的家中。。

## 家庭
兒子為龙保福(英文名:Pao Fu Lung)，已定居在美国30年并有一子龙容（英文名：Rick Lung）。                          
中共云南军区发布在《云南日报》的公报，其标题是《龙绳曾阴谋叛变 争取无效与以全歼》。公报指其最大的证据是接受了蒋介石委任的滇东军政长官一职。
在此殲滅過程中，包括所有的孩子，他们从最小的襁抱婴儿，到最大的13岁长子，一共四男一女都不幸身亡，只有一子龙保福当时在昆明，才逃过此劫。以后在美国的龙保福，有机会向台湾有关方面两次求证，所得到的正式回答都是：查无蒋介石49年任命龙绳曾“滇东军政长官”之檔案。